# کریم ایشان (مراوه‌تپه)
کریم ایشان، روستایی از توابع شهرستان مراوه تپه در استان گلستان ایران است.

## جمعیت
این روستا در دهستان مراوه تپه قرار دارد و براساس سرشماری مرکز آمار ایران در سال ۱۳۸۵، جمعیت آن ۶۸۹ نفر (۱۴۶خانوار) بوده‌است.